# Peter Eicher
Peter Eicher (* 5. Januar 1943 in Winterthur) ist ein Schweizer römisch-katholischer Theologe und emeritierter Hochschullehrer.

## Leben und Wirken
Eicher ist der Sohn des Gewerbelehrers Josef Eicher und dessen Ehefrau Rosa, geb. Ditzler. Nach dem Umzug der Familie besuchte er zunächst die Primarschule und dann bis 1958 das Städtische Progymnasium in Olten und legte 1963 die Matura Typ A (mit den Sprachen Griechisch und Latein) an der kantonalen Lehranstalt Sarnen ab. Anschliessend studierte er an der Universität Freiburg (Schweiz) Philosophie bei Joseph Maria Bocheński, Norbert A. Luyten und Louis-Bertrand Geiger mit den Nebenfächern Psychologie, Literaturwissenschaften und Geschichte. 1968 wurde er in Philosophie mit der Dissertation „Die anthropologische Wende“ promoviert. Es folgte ein Studium der katholischen Theologie an der Eberhard Karls Universität Tübingen. 1971 wirkte er als wissenschaftlicher Mitarbeiter der Deutschen Forschungsgemeinschaft und war später als wissenschaftlicher Assistent bei Max Seckler (bis 1975) und bei Johannes Neumann (bis 1977) tätig. Sein Theologiestudium schloss er 1976 ebenfalls mit der Promotion ab (Dissertation „Offenbarung. Prinzip neuzeitlicher Theologie“).
Als Religionswissenschaftler lehrte Eicher von 1977 bis zu seiner Emeritierung im Jahr 2008 als Professor für Systematische Theologie an der Universität Paderborn, wo er von 1987 bis 1991 auch das Amt des Prorektors bekleidete. Gastprofessuren und Lehraufträge führten ihn an die Universität Bern, an die Universität Göttingen und an das Institut Biblique in Jerusalem. Zudem hielt er Vorträge an zahlreichen theologischen Fakultäten in der Schweiz sowie in Deutschland, Österreich und Brasilien.
Eicher ist Herausgeber des Neuen Handbuchs theologischer Grundbegriffe (HThGB) in den drei jeweils zeitgemäß erneuerten Fassungen von 1984, 1991 und 2005. Als Leiter des Instituts für Kommunikation, Beratung und Mediation in Icogne arbeitete er von 2000 bis 2013 für die Vermittlung von Psychologie und Geisteswissenschaft in den pädagogischen, pflegerischen und religiösen Berufen.
Eicher war Gast bei Sendungen und Interviews in Rundfunk und Fernsehen zu theologisch-philosophischen Themen.
Eicher ist seit 1970 mit seiner Frau Maria Elisabeth verheiratet. Gemeinsam mit seiner Frau baute er seit 1988 die Werke des „Stern der Hoffnung – Aidshilfe international“ in Deutschland, der Schweiz, Österreich, Brasilien und Benin auf.

## Veröffentlichungen (Auswahl)

### Als Autor
- Die anthropologische Wende. Karl Rahners philosophischer Weg vom Wesen des Menschen zur personalen Existenz. Dissertation, Universitätsverlag Freiburg (Schweiz), 1970
- Solidarischer Glaube. Schritte auf dem Weg der Freiheit. Patmos Verlag, Düsseldorf 1975, ISBN 3-491-77560-4.
- Offenbarung. Prinzip neuzeitlicher Theologie. Zugl. Dissertation. Kösel, München 1977, ISBN 3-466-20128-4.
- Im Verborgenen offenbar. Ludgerus Verlag, Essen 1978, ISBN 3-87497-139-2.
- Theologie. Kösel, München 1980, ISBN 3-466-20201-9.
- Der Herr gibt’s den Seinen im Schlaf. Kösel, München 1980, ISBN 3-466-20194-2.
- Bürgerliche Religion. Eine theologische Kritik. Kösel, München 1983, ISBN 3-466-20242-6.
- Der gute Widerspruch. Das unbegriffene Zeugnis von Karl Barth. Patmos Verlag, Düsseldorf 1986, ISBN 3-491-77644-9.
- Es gibt ein Leben vor dem Tod. Herder, Freiburg i. Br. 1991, ISBN 3-451-22342-2.
- mit Manuela Eicher: Wie kannst Du noch katholisch sein? Kösel, München 1993, ISBN 3-466-20376-7.

### Als Herausgeber
- Gottesvorstellung und Gesellschaftsentwicklung. Kösel, München 1979, ISBN 3-466-25014-5.
- Das Evangelium des Friedens. Christen und Aufrüstung. Kösel, München 1982, ISBN 3-466-20224-8.
- Neues Handbuch theologischer Grundbegriffe. 4 Bände, Kösel, München 1984; Neuausgabe 2005
- Theologie der Befreiung im Gespräch. Kösel, München 1985, ISBN 3-466-20275-2.
- Der reiche Jüngling. Kösel, München 1986, ISBN 3-466-25123-0.
- Neue Summe Theologie. 3 Bände, Herder, Freiburg i. Br./Basel/Wien 1988, ISBN 3-451-20694-3.
- Der Klerikerstreit. Die Auseinandersetzung um Eugen Drewermann. Kösel, München 1990, ISBN 3-466-20326-0.
- mit Doris Brockmann: Die politische Theologie Friedrich von Spees. Fink, München 1991, ISBN 3-7705-2721-6.
- Der Traum von Menschlichkeit. Eugen Drewermann und Jacques Gaillot. (Gespräche), Kösel, München 1997, ISBN 3-466-20418-6.

## Diskografie
- Im Einklang Sein. Die Bergpredigt Jesu und das Lächeln des Buddha. Peter Eicher im Gespräch. Serie Perspektiven im Schweizer Radio DRS, CD (DRS 2 Radiokiosk; 2004)